# Raión de Bajmut
Raión de Bajmut (en ucraniano: Бахмутський район, en ruso: Бахмутский район) es un raión o distrito de Ucrania en el óblast de Donetsk. Anteriormente era denominado Raión de Artémivsk. La capital es la ciudad de Bajmut.

## Demografía
Según estimación 2010 contaba con una población total de 52600 habitantes.

## Otros datos
El código KOATUU es 1420900000. El código postal 84500 y el prefijo telefónico +380 6274.